# Schlepegrell (Adelsgeschlecht)

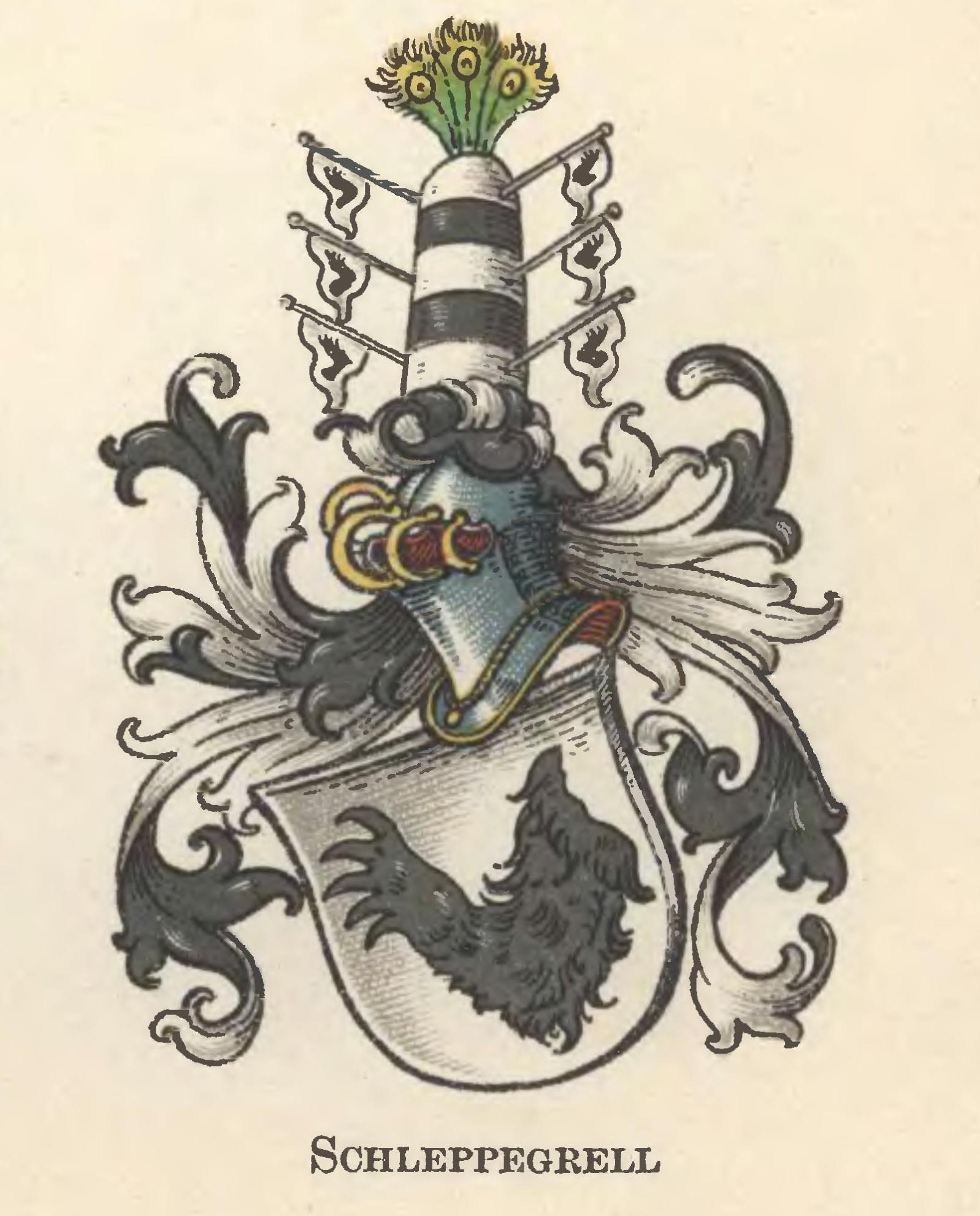
Stammwappen derer Schlepegrell

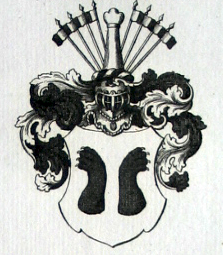
Wappen derer von Schleppegrell

Schlepegrell, auch Schleppegrell, ist der Name eines niedersächsischen Uradelsgeschlechts aus dem Fürstentum Lüneburg,  erscheint urkundlich erstmals 1297 mit Gebhardus Slepegrelle.

## Geschichte

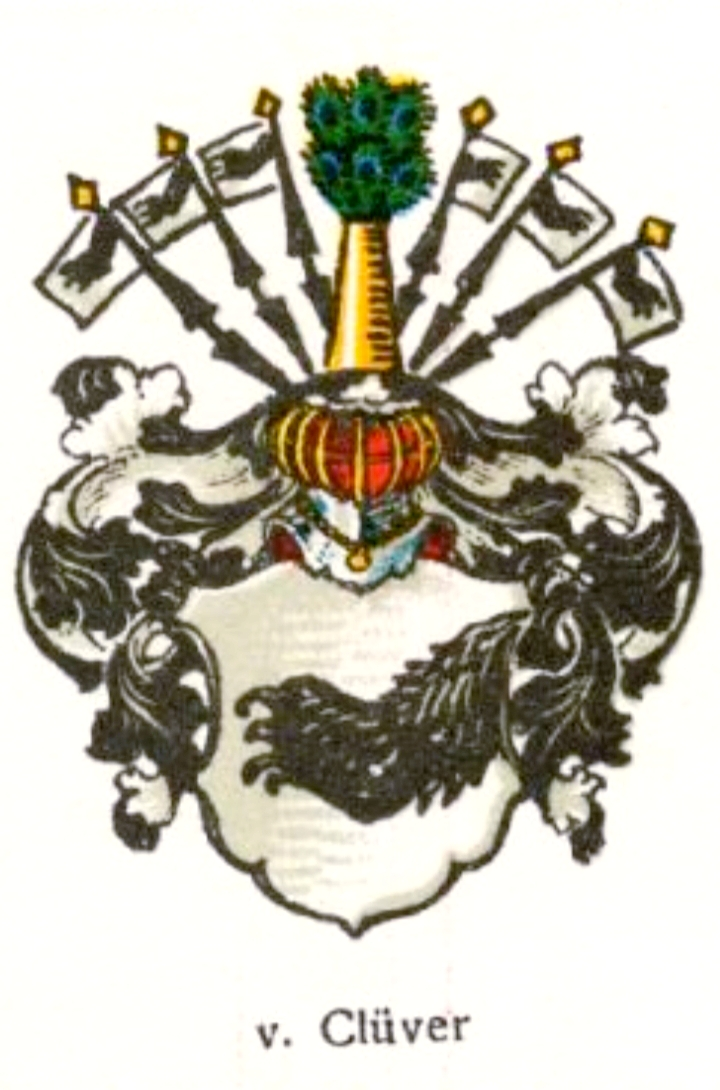
Wappen derer Clüver

### Herkunft und Name

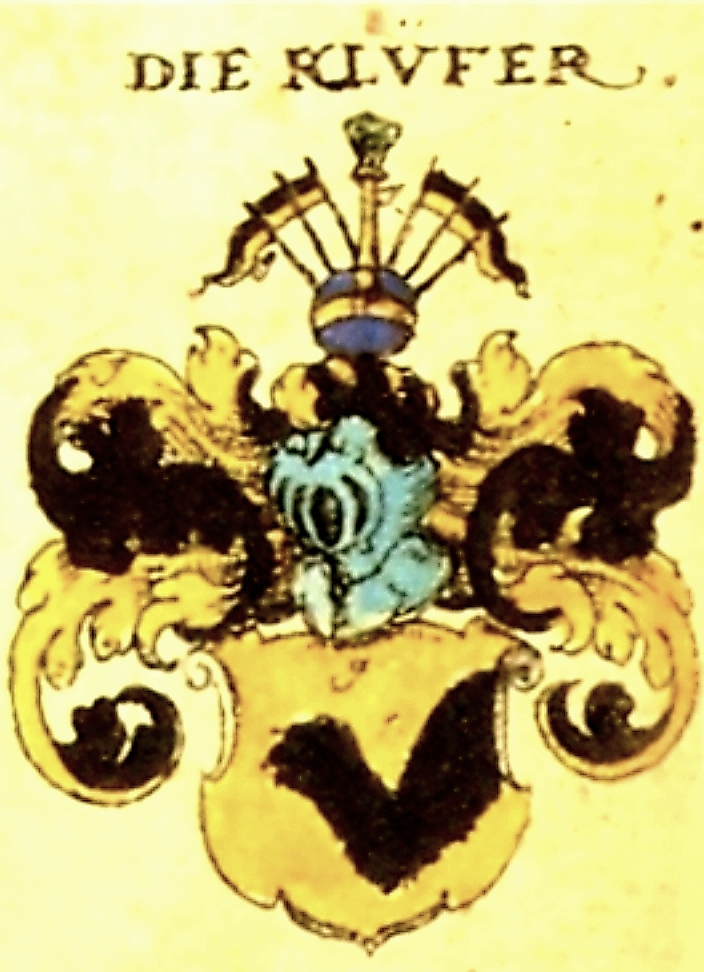
Wappen derer Clüver („Klüfer“) in Johann Siebmachers Wappenbuch von 1605

Erstmals urkundlich erwähnt wird die Familie mit dem im Jahre 1215 zuerst urkundlich erscheinenden, vermutlich von Hildemar de Othendorp 1162 abstammenden Geschlecht Skukko (auch Schucke/Schocke), das im Bistum Verden ansässig war und Mitte des 14. Jahrhunderts erlosch. Das Geschlecht ist ebenso stammes- und wappenverwandt mit den zu Beginn des 18. Jahrhunderts ausgestorbenen Clüver. Sie alle waren in ihren frühen Generationen Vasallen der Grafen von Hoya, die wie die Edelherren von Stumpenhusen zwei Bärentatzen im Schild führten. Daher führten die Schucke, Schlepegrell und Clüver wohl die Bärentatze in ihrem Stammwappenschild, um nach außen ihre Verbundenheit zu den Grafen von Hoya zu zeigen. Gebhard Skukko junior nennt sich als Erster 11. Oktober 1297 urkundlich Gebhardus Slepegrelle junior, miles. Mit seinem Vater beginnt die Stammreihe.
— I. Linie: Schleppegrell.  Stammvater: Dietrich von Schlepegrell, 1458–68. – Wappen: In Silber 2 aufrechtstehende, voneinander abgekehrte schwarze Bärentatzen. Helm wie II. Linie.
— II. Linie: Schlepegrell.  Im Mannesstamm erloschen.  Stammvater: Gebhard, † 24. Mai 1490. – Wappen: In Silber eine aufwärtsgerichtete gold-bewehrte schwarze Bärentatze.  Auf dem Helm mit schwarz-silbernen Decken eine mit 3 Pfauenfedern besteckte silberne Säule zwischen 7 (4 rechts-, 3 linksgewendeten) gold-geschafteten, mit der Bärentatze belegten silbernen Fähnlein.
Theodorus hat 1534 als Domherr zu Verden die Union des Stifts Bardowick mit dem Stift Verden unterschrieben. Er ist 1541 verstorben. 1738 war ein von Schleppegrell fürstlich Nassau-Usingischer Minister. Heute soll diese Familie das Schloss Hüßlingen mit Zubehör, unweit Walsrode im Lüneburgischen besitzen.

### Dänische Linien
Im Jahr 1880 erfolgt die dänische Adelsbestätigung für die Brüder Frederik und Vilhelm von Schlepegrell. Friderich (seit 1848 Frederik) Adolph Schleppegrell, geb. 28. Juni 1792 in Brunlaug bei Laurvig (Norwegen), gest. 26. Juli 1850 in Flensburg (an der bei Idstedt erhaltenen Verwundung). Königlich dänischer Generalmajor.

## Wappen
Das Stammwappen: In Silber eine aufwärtsgebogene rechtsgekehrte goldbewehrte schwarze Bärentatze. Auf dem Helme mit silbernen Decken eine mit drei Pfauenfedern besteckte silberne Säule zwischen sieben goldgeschafteten mit der Bärentatze belegten silbernen Fähnlein (vier rechts, drei links gewendet).

## Namensträger
- Johann Christiani von Schleppegrell (1389–1468), Weihbischof und Titularbischof in Misenum
- Ernst August von Schlepegrell († 1782), Präsident des Oberappellationsgerichts in Celle
- Otto Ludwig Christoph von Schlepegrell (1756–1820), Richter am und dann Präsident des Oberappellationsgerichts in Celle
- Friedrich Christian Ludwig Cäsar von Schlepegrell (1786–1856), Vize-Präsident des Oberappellationsgerichts in Celle
- Ludewig von Schlepegrell († nach 1870), Vize-Präsident des Oberappellationsgerichts in Celle